# Regatul Bavariei
Regatul Bavariei a fost un stat german înființat în 1805 și care a existat până în 1918. În anul 1806 regatul a devenit membru al Confederației Rinului, entitate înființată de Napoleon I pentru a înlocui vechiul Imperiu Romano-German. Regatul Bavariei a făcut parte din Confederația Rinului până în 1813, an când a întors armele împotriva Franței. A fost apoi un stat de sine stătător până în 1871, anul înființării Imperiului German, din care va face parte până la căderea acestuia în 1918. După primul război mondial Bavaria și-a pierdut statutul de regat și a devenit un land al Germaniei.

## Războaiele napoleoniene
Etern adversar al Imperiului Austriac, Bavaria a căutat deseori, de-a lungul istoriei sale, alianța cu Franța pentru a se proteja împotriva tendințelor expansioniste ale Vienei. Totuși, în timpul războaielor Revoluției Bavaria a fost obligată să lupte împotriva Franței, semnând armistițiul după victoriile franceze de la Marengo și Hohenlinden (1800). Pacea de la Lunéville din 1801 și înființarea Reichsdeputationshauptschluss bulversează harta Germaniei. Electorul de Bavaria pierde cu această ocazie posesiunile de pe malul stâng al Rinului, mai ales Palatinatul, primind compensații teritoriale în imediat apropiere a ducatului, mai ales 13 orașe libere: Regensburg, Augsburg, Nürnberg etc. Aceste modificări teritoriale, impuse de primul consul Bonaparte erau menite să transforme Bavaria într-un stat compact, avanpost al intereselor franceze, în apropiere de porțile Vienei.
În urma războiului celei de-a Treia Coaliții și victoriei franceze împotriva austriecilor la Austerlitz, francezii impun austriecilor Tratatul de la Pressburg, prin care Împăratul Francisc renunță la titlul de Împărat al Germanilor și devine doar Împărat al Austriei. Bavaria devine regat, primind Tirolul și Vorarlberg. Printr-o Convenție secretă, Imperiul Francez îi ceda și marchizatul de Ansbach, obținut de la Prusia în schimbul Hanovrei. În schimb, Bavaria ceda Franței ultima sa posesiune renană, Marele Ducat de Berg. Bavaria devine astfel o mare putere germană, alături de Prusia și de Austria. Pentru întărirea relațiilor cu Franța, în ianuarie 1806, Prințesa Augusta de Bavaria se căsătorește cu fiul vitreg al lui Napoleon, Eugène de Beauharnais, vicerege al Italiei.
În cadrul nou-createi Confederații a Rinului, Bavaria ocupă poziția dominantă, angajându-se să ofere Marii Armate nu mai puțin de 30 000 de oameni, dintr-un total de 63 000 câți se angaja să pună la dispoziției Confederația în caz de război. Bavaria participă astfel la Războiul celei de-a Cincea Coaliții, alături de Franța și primește teritorii suplimentare, Salzburg, Berchtesgaden, Innviertel, jumătate din Hausrückviertel și Bayreuth, prin Tratatul de pace de la Schönbrunn. Trebuie însă să cedeze Italiei Adigele superior și Tirolul sudic. Astfel, regatul pierde 500 000 de locuitori, câștigând 700 000 dar schimbul nu este satisfăcător. În plus, războiul se purtase în parte pe teritoriul său iar țara suferea de pe urma efectelor Blocadei Continentale.
În 1812, un puternic contingent bavarez face parte din cea de-a doua „Mare Armată” a lui Napoleon, care invadează Rusia. Apoi, în 1813, bavarezii participă alături de Franța la primele faze ale celei de-a Șasea Coaliții, înainte de a întoarce armele împotriva vechiului lor aliat, la presiunile cancelarului austriac Metternich. O armată austro-bavareză, condusă de generalul bavarez Wrede a încercat să blocheze retragerea armatei franceze spre Franța, dar a fost învinsă de Napoleon la Hanau.
Congresul de la Viena a obligat Bavaria în anul 1815 să cedeze teritoriile obținute anterior de la Austria. Bavaria a obținut drept compensații teritoriale Palatinatul și Franconia occidentală (Würzburg și Aschaffenburg). Granițele regatului Bavariei din 1815 corespund aproximativ acelora ale actualelor landuri Bavaria și Renania-Palatinat.